# Лишњице (Шумперк)
Лишњице (чеш. Líšnice) насељено је мјесто са административним статусом сеоске општине (чеш. obec) у округу Шумперк, у Оломоуцком крају, Чешка Република.

## Становништво
Према подацима о броју становника из 2014. године насеље је имало 327 становника.